# Loeseneriella griseoramula
Loeseneriella griseoramula är en benvedsväxtart som beskrevs av S.Y. Pao. Loeseneriella griseoramula ingår i släktet Loeseneriella och familjen Celastraceae. Inga underarter finns listade.